# Попівська сільська територіальна громада
Попівська сільська територіальна громада — об'єднана територіальна громада в Україні, у Конотопському районі Сумської області. Адміністративний центр — село Попівка.
Площа громади — 893,9 км², населення — 13719 мешканців (2019).
Утворена 12 червня 2020 року шляхом об'єднання Попівської, Великосамбірської, Вирівської, Дептівської, Карабутівської, Кошарівської, Кузьківської, Малосамбірської, Мельнянської, Михайло-Ганнівської, Пекарівської, Присеймівської, Соснівської, Шаповалівської, Шевченківської та Юрівської сільських рад Конотопського району.

## Населені пункти
До складу громади входять 4 селища (Заводське, Залізничне, Садове, Шевченківське) і 40 сіл: Попівка, Андріївське, Броди, Великий Самбір, Вирівка, Вільне, Гути, Дептівка, Жолдаки, Калишенкове, Карабутове, Кошари, Кузьки, Лисогубівка, Малий Самбір, Мар'янівка, Мельня, Михайло-Ганнівка, Нехаївка, Нечаївське, Нове, Новоселівка, Озаричі, Пекарі, Привокзальне, Присеймів'я, Раки, Сарнавщина, Селище, Соснівка, Таранське, Торговиця, Тулушка, Турутине, Улянівка, Фесівка, Чорноплатове, Шаповалівка, Шевченкове, Юрівка.